# Anatole caletor
Anatole caletor är en fjärilsart som beskrevs av Johan Wilhelm Dalman 1823. Anatole caletor ingår i släktet Anatole och familjen Riodinidae. Inga underarter finns listade i Catalogue of Life.